# Teucholabis (Teucholabis) colomelania
Teucholabis (Teucholabis) colomelania is een tweevleugelige uit de familie steltmuggen (Limoniidae). De soort komt voor in het Neotropisch gebied.